# Ernst Greven
Jhr. Ernestus Johannes Christiaan (Ernst) Greven (Den Haag, 8 september 1885 – Zoppot, 8 maart 1924) was een Nederlandse sprinter.
Greven nam deel aan de Olympische Spelen van Londen in 1908. Daar behaalde hij in de vierde serie een vijfde (laatste) plaats op de 100 m. Hij werd ook laatste in zijn serie op de 200 m in een race met drie mannen.
Hij stierf op een 38-jarige leeftijd in Zoppot vlak bij Danzig in Polen.